# 吴英辅
吴英辅（1944年5月13日—2011年8月11日），男，台湾台南人，中华人民共和国学者、政治人物，中华全国青年联合会原副主席，第五、六、七、八、九、十届全国政协委员。

## 生平
1973年毕业于美国亚利桑那大学数学系，获数学硕士学位。1987年4月加入中国共产党。